# Lana Jo Chapin
Pour les articles homonymes, voir Chapin.
Lana Jo Chapin est une ancienne skieuse alpine paralympique américaine. Elle a représenté les États-Unis en ski alpin aux Jeux paralympiques d'hiver de 1984 et 1988, tous deux organisés à Innsbruck. Elle est gagnante de trois médailles, dont deux d'argent et une de bronze.

## Carrière

### Jeux paralympiques de 1984
Avec un temps de 1 min 19 s 76, Lana Jo Chapin se classe troisième, remportant la médaille de bronze dans la course de descente LW4 aux Jeux paralympiques d'hiver de 1984 à Innsbruck. Sur le podium, à la 1ère place, figure l'Allemande Reinhild Möller (en 1 min 13 s 01) et la 2ème place va à la Canadienne Lana Spreeman (en 1 min 17 s 97).

### Jeux paralympiques de 1988
Quatre ans plus tard, toujours à Innsbruck, lors des Jeux paralympiques d'hiver de 1988, Chapin remporte deux médailles d'argent: une en slalom géant (médaille d'or pour Reinhild Möller et médaille de bronze pour Béatrice Berthet). Et une autre médaille d'argent en descente (avec à nouveau Reinhild Möller à la 1ère place et Lana Spreeman à la 3ème place). Les deux courses se sont déroulées dans la catégorie LW4.

## Palmarès

### Jeux paralympiques
3 médailles:
- 2 médailles d'argent (slalom géant LW4 et descente LW4 à Innsbruck 1988)
- 1 bronze (descente LW4 à Innsbruck 1984)